# 夏军 (水文学家)
夏军（1954年—），生于湖北孝感，籍贯湖北广水，水文及水资源学家。

## 生平
1976年毕业于武汉水利电力学院（今武汉大学），1981年、1985年各取得该校硕士和水文学及水资源博士学位。担任武汉大学教授。2015年当选中国科学院院士。